# Hemse

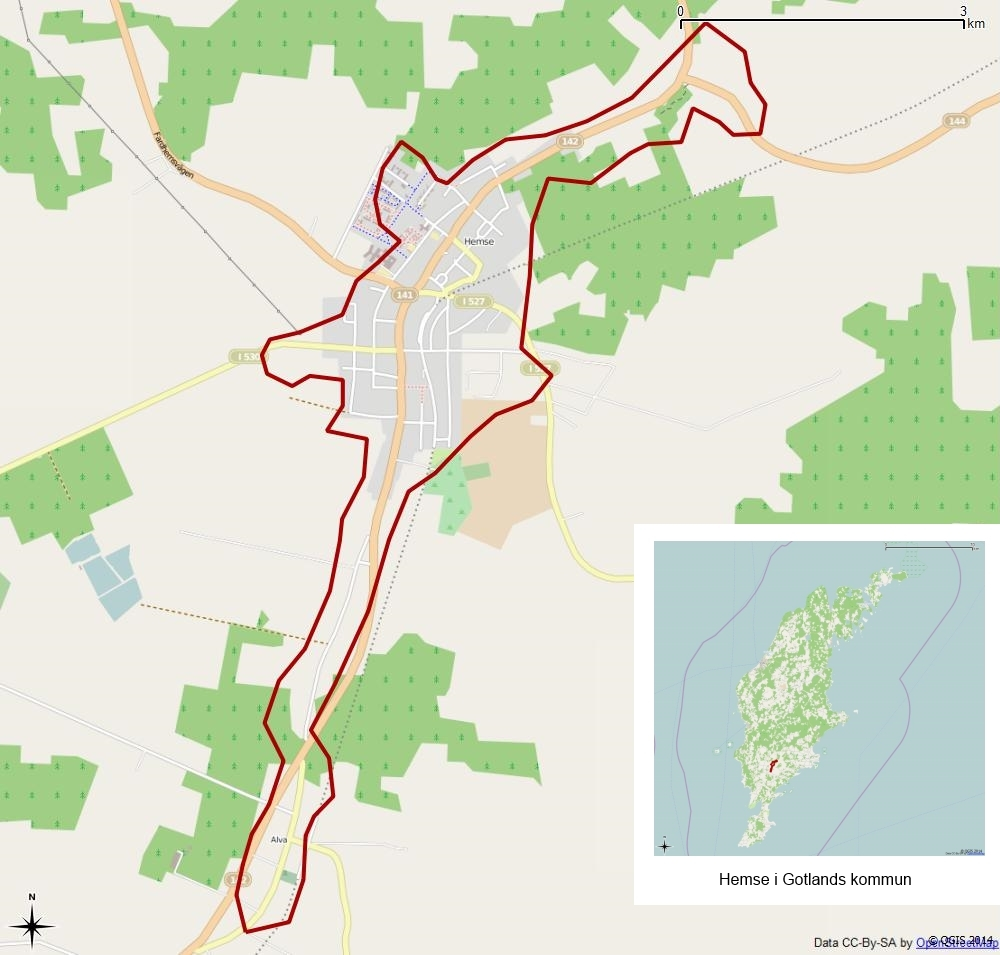
Hemse

Hemse ist nach der Hauptstadt Visby der zweitgrößte Ort (tätort) auf der schwedischen Insel Gotland in der Provinz Gotlands län und der historischen Provinz Gotland.
Der Ort in der Gemeinde Gotland liegt Luftlinie 45 Kilometer südlich der Stadt Visby, auf der kurvigen Straße 142 sind es jedoch ungefähr 50 Kilometer. Im 19. Jahrhundert war der Ort Hemse ein wichtiger Marktort. In Hemse befindet sich eine mittelalterliche Kirche. Die Stabkirche, die vorher am selben Ort stand, konnte teilweise rekonstruiert werden. Die Bibliothek in Hemse enthält das Sonja-Åkesson-Archiv.

## Kirchspiel
Das Kirchspiel (schwedisch socken) Hemse hat 24,58 km², wovon 24,53 km² auf Landfläche entfallen, und 1740 Einwohner (Stand 2010).

### Flächennutzung
Das Gebiet ist überwiegend landwirtschaftlich genutzt und weist kleine Einschläge von Wald auf. Ein Teil der Fläche besteht aus trockengelegten Teilen der Moore Mästermyr, Stånga myr und Rone myr.

### Hofnamen
Hofnamen im Kirchspiel Hemse sind: Arges, Asarve, Bopparve, Frigges, Gannarve, Halldings, Hemse annex, Hulte, Kodings, Likmide, Lingvide, Mullvads, Ocksarve, Sindarve, Smiss, Tjängdarve.

### Archäologische Fundplätze
Aus der Eisenzeit findet man Gräber, Hausfundamente, Stenstränge, Sliprännor und die Wallburg Smiss slott. Silberschätze aus der Wikingerzeit sind gefunden worden, ebenso ein großer Fund an römischen Silbermünzen.

## Name
Der Name lautete im 14. Jahrhundert Hemsy. Eine Übersetzung ist nicht bekannt.

## Persönlichkeiten
- Ernst von Vegesack (1820–1903), Parlamentsabgeordneter